# Kita-Jūni-Jō (métro de Sapporo)
Kita-Jūni-Jō (北12条駅, Kita-Jūni-Jō-eki) est une station du métro de Sapporo au Japon. Elle est située dans l'arrondissement de Kita à Sapporo.

## Situation sur le réseau
Établie en souterrain, la station est située au point kilométrique (PK) 3,9 de la ligne Namboku entre la station Kita juhachi jo, en direction du terminus nord Asabu, et la station Sapporo, en direction du terminus sud Makomanai.

## Histoire
La station a été inaugurée le 16 décembre 1971.

## Services aux voyageurs

### Accès et accueil
La station est ouverte tous les jours.

### Desserte
- Ligne Namboku :
  - voie 1 : direction Makomanai
  - voie 2 : direction Asabu